# Xysticus sansan
Xysticus sansan là một loài nhện trong họ Thomisidae.
Loài này thuộc chi Xysticus. Xysticus sansan được Gershom Levy miêu tả năm 2007.